# Shimabara
Shimabara (jap. 島原市 Shimabara-shi) – miasto w Japonii, na wyspie Kiusiu (Kyūshū), w prefekturze Nagasaki. 
W 2010 roku liczyło 47 471 mieszkańców.
Miasto otrzymało prawa miejskie 1 kwietnia 1940 roku.